# Dawid Koren
Dawid Koren (hebr.: דוד קורן, ang.: David Coren, ur. 8 czerwca 1917 w Jerozolimie, zm. 16 stycznia 2011) – izraelski nauczyciel, wojskowy i polityk, w latach 1969–1977 poseł do Knesetu z listy Koalicji Pracy.

## Życiorys
Urodził się 8 czerwca 1917 w Jerozolimie w ówczesnym Imperium Osmańskim. W rodzinnym mieście ukończył szkołę średnią, a następnie seminarium nauczycielskie. Przez rok studiował na Uniwersytecie Hebrajskim.
Był oficerem edukacyjnym w programie Nachal, kierował sekcją administracyjnej Sił Powietrznych Izraela. Był jednym z założycieli kibucu Bet ha-Arawa.
W wyborach w 1969 po raz pierwszy został wybrany posłem. W siódmym Knesecie zasiadał w komisjach finansów; interpretacji; spraw wewnętrznych oraz edukacji i kultury. W kolejnych wyborach uzyskał reelekcję. W Knesecie ósmej kadencji zasiadał w komisjach spraw wewnętrznych i środowiska oraz finansów. W wyborach w 1977 utracił miejsce w parlamencie.
Zmarł 16 stycznia 2011.